# Буянова, Ольга Владимировна
Ольга Владимировна Буянова (род. 27 марта 1954) — заслуженный тренер России и СССР, член Президиума Федерации России по художественной гимнастике, действующий тренер специализированной школы по художественной гимнастике в Иркутске.
Среди воспитанниц О. В. Буяновой семикратная чемпионка мира и абсолютная чемпионка мира 1992 года Оксана Костина, серебряный призёр Олимпиады в Лондоне 2012 года и четырёхкратная чемпионка мира Дарья Дмитриева, трёхкратная чемпионка мира Наталья Липковская, двукратная чемпионка мира Наталья Королёва.
Окончила Омский институт физической культуры (1975). Родилась и живёт в Иркутске. Несколько лет проработала главным тренером сборной Италии по художественной гимнастике. По инициативе Ольги Буяновой и при её непосредственном кураторстве создана первая в Иркутской области специализированная детско-юношеская спортивная школа по художественной гимнастике.

## Награды
- Медаль ордена «За заслуги перед Отечеством» II степени (2 февраля 2013 года)[4] — за успешную подготовку художественной гимнастки Дарьи Дмитриевой к Олимпийским играм в Лондоне 2012 года[5].

- Почётный знак имени Юрия Абрамовича Ножикова «Признание» (28 декабря 2011 года).[6]